# Casa de Goethe
La casa de Goethe es el edificio en el que vivió Johann Wolfgang von Goethe en la ciudad de Weimar, erigido en la plaza Frauenplan, que domina. Esta casa fue construida entre los años 1707 y 1709 por el comisario y comerciante de medias Georg Caspar Helmershausen. Fue el hogar principal de Goethe en la ciudad, aunque también vivió en otras casas.
El «Museo Nacional de Goethe» (Goethe-Nationalmuseum) fue fundado el 8 de agosto de 1885 en forma de fundación. La ocasión fue la muerte del último nieto de Goethe, Walther von Goethe. Según su decreto testamentario, los bienes inmuebles y las colecciones del poeta fueron transferidos a la Gran Casa Ducal y se abrió la casa en Frauenplan, incluido el Hausgarten, construido ya en 1709.
Desde 1998, la casa de Goethe forma parte del conjunto arquitectónico «Weimar clásica», declarado patrimonio de la humanidad por la UNESCO.

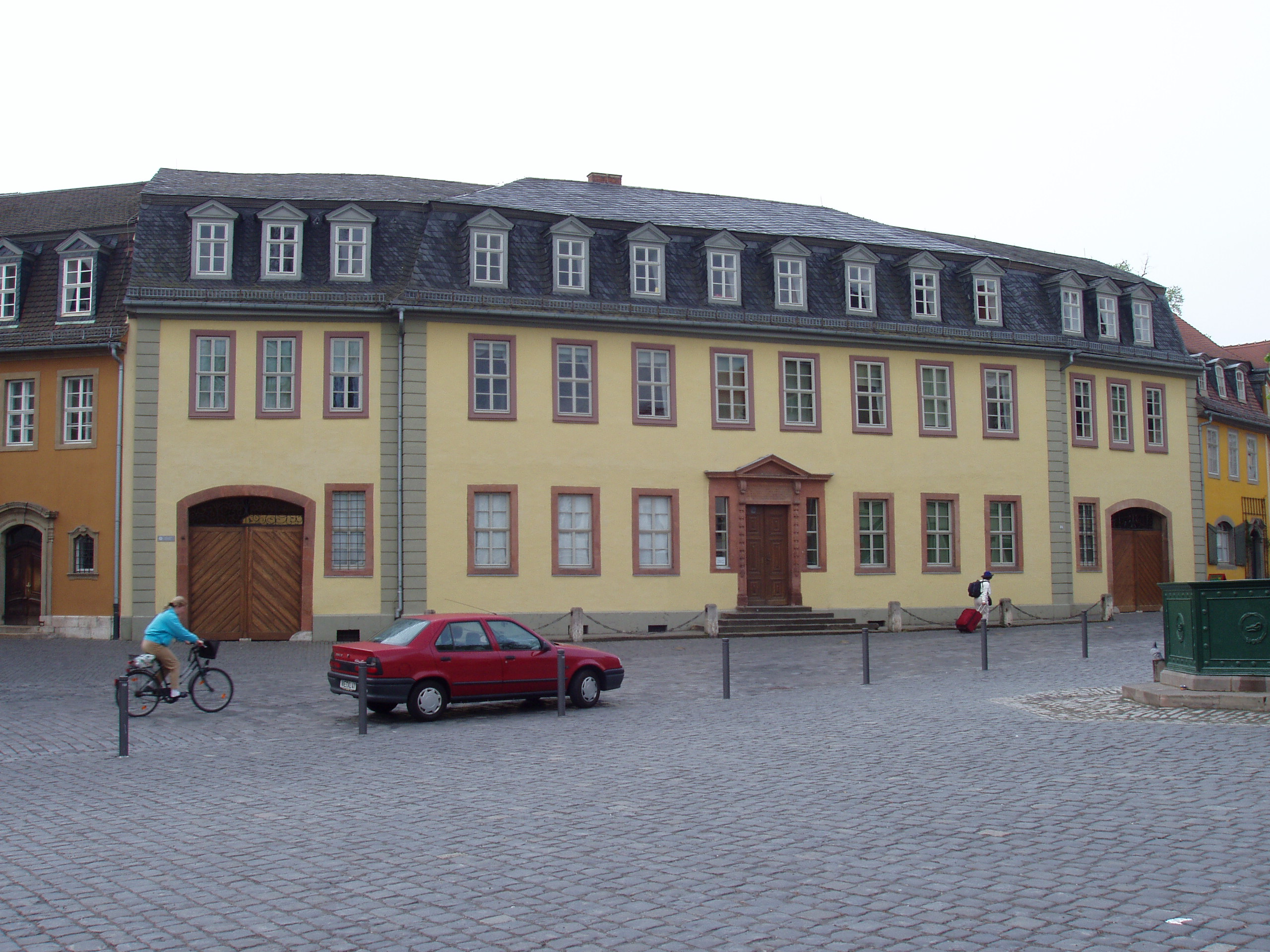
La casa de Goethe en la plaza Frauenplan (casa delantera). La entrada del medio, antigua entrada principal, está cerrada al público por razones de conservación y seguridad. Entrada actual al museo: la entrada que aparece más a la izquierda en la imagen. Las dos puertas que se encuentran a izquierda y derecha de la antigua puerta principal le permitían a Goethe utilizar su carruaje para conducir desde el ala económica hacia los establos y el cobertizo del carruaje.

## Estructura del edificio y uso
Por una parte se encuentra la casa delantera, la cual está orientada hacia el norte y da a la plaza Frauenplan, y donde se encuentran las habitaciones más conocidas, así como las Sammlungszimmer o salas de coleccionismo de Goethe. Detrás de esta, orientada hacia el sur y dando al jardín, se encuentra la casa posterior. Esta abarcaba todo el terreno paralelo a la casa delantera donde estaban las que fueron durante toda la vida de Goethe las dependencias del servicio, los establos, el cobertizo para carros y carruajes, así como las salas de trabajo, las salas de descanso y los dormitorios del poeta y su mujer Christiane. Entre estas dos edificaciones se encuentra un patio ancho que servía de pasaje. Sin embargo, estas están conectadas entre sí a la izquierda y a la derecha por pasillos de acceso internos, algunos de ellos con escaleras. Existe otra conexión conocida como Brückenzimmer (en alemán, «Sala Puente») que se encuentra en el primer piso. Esta está justo sobre el centro del patio y conecta ambas casas, prolongándose de forma directa a través de la habitación del jardín contigua, denominada Gartenzimmer («Habitación del jardín»), hasta una escalera exterior con una cubierta de madera. Desde ahí se accede al jardín con sus dos casas de jardín barrocas, que en aquella época ya estaba rodeado por una muralla.

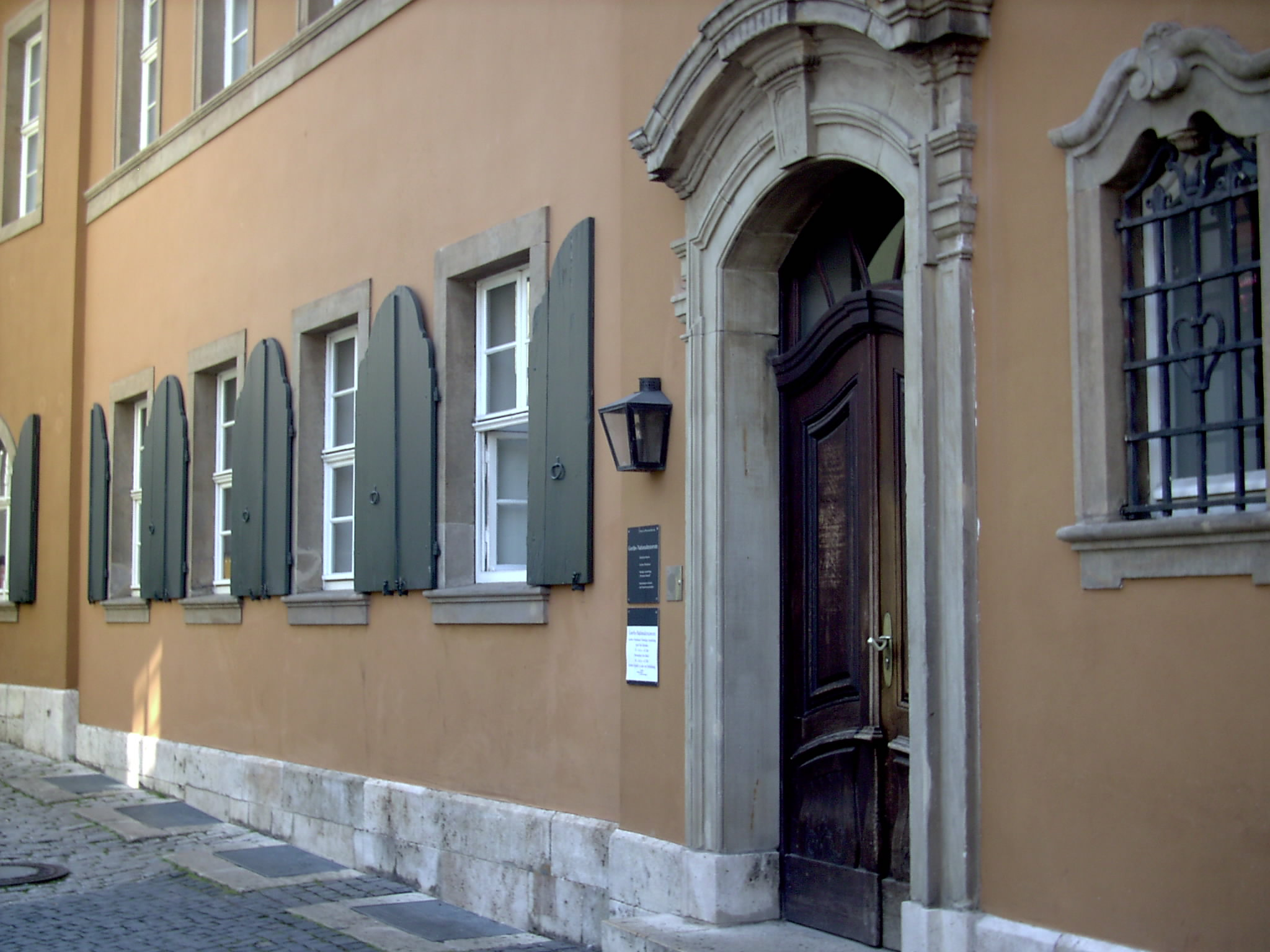
A la izquierda, la entrada al museo, en la esquina de Frauenplan/Seifengasse.

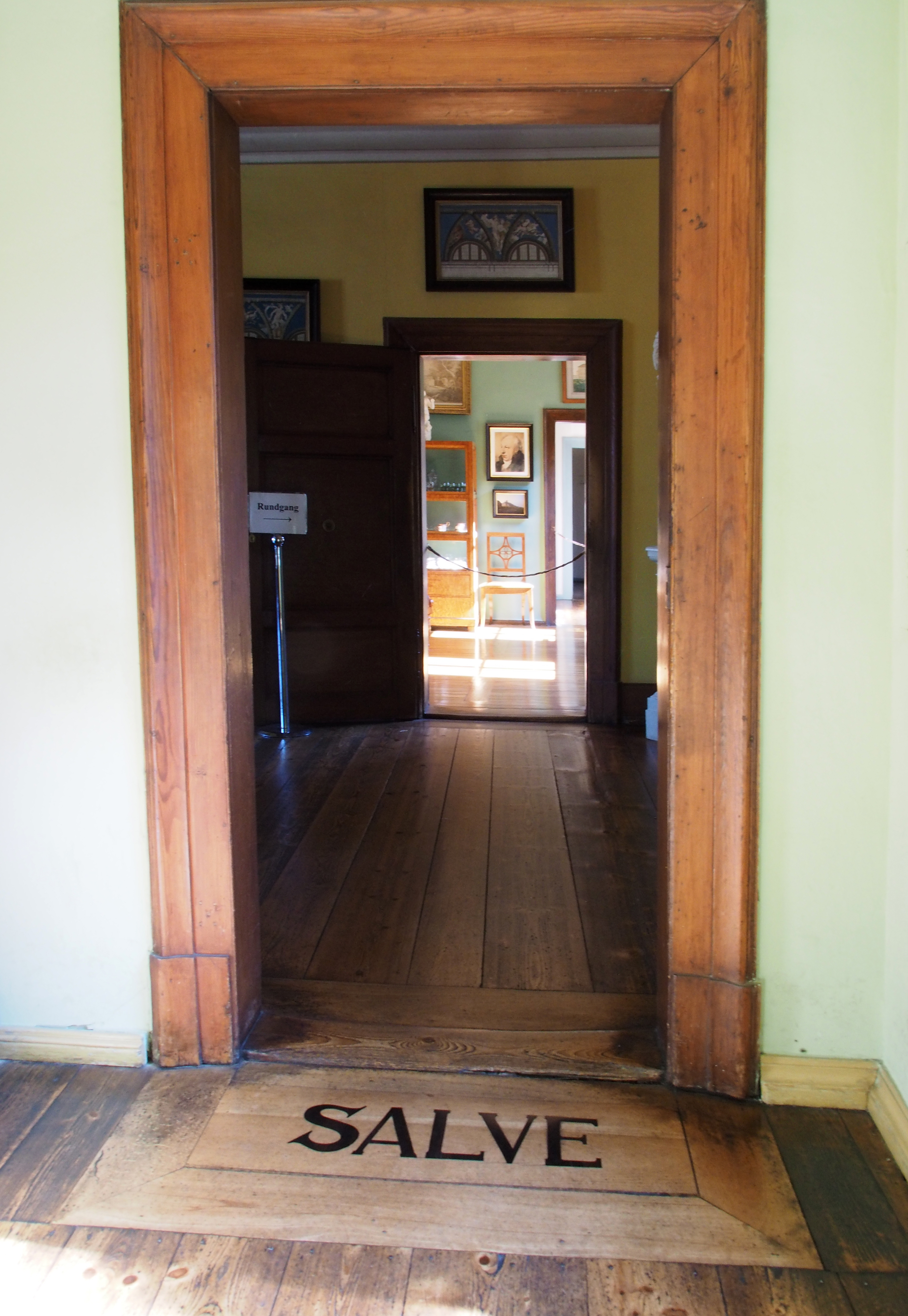
Entrada a la sala de estar.

### La casa delantera
- Primer piso: si se observa desde la plaza Frauenplan, la Gelbe Zimmer, que significa, literalmente, «Habitación Amarilla» en alemán, se encuentra sobre la puerta del centro del edificio (anteriormente utilizada como puerta principal). Esta habitación, también conocida como Gelber Saal o «Sala Amarilla», corresponde a las dos ventanas del centro y está situada al oeste y a la derecha de la Junozimmer (es decir, «Habitación Juno», la cual corresponde a otras tres ventanas). A ella se conecta, por encima de la vía de acceso de carruajes, la Urbinozimmer o «Habitación Urbino», que se corresponde con otras tres ventanas, desde donde se llega, a través de una escalera de caracol, al ala trasera, es decir, a la casa trasera. A la izquierda (este) de las dos ventanas de la Habitación Amarilla (las dos ventanas situadas en el centro de la fachada) se sitúan las dos ventanas de la Deckenzimmer o «Habitación Cubierta». Acto seguido, se encuentra la Majolicazimmer o «Habitación Mayólica» (una ventana), la cual servía de vez en cuando como dormitorio común y, actualmente, para alojar la colección de porcelana de Goethe; y, a continuación, la Großes Sammlungszimmer o «Habitación grande de colección» (tres ventanas) sobre la entrada de los carruajes de la izquierda. Desde la Habitación Mayólica, además de desde la Habitación Amarilla, se llega a una pequeña habitación privada, el Kleine Esszimmer o «Comedor pequeño», reservado para la familia de Goethe, y a la habitación de la calefacción, ambas con vistas hacia el patio interior.
- Planta baja: hacia la derecha de lo que anteriormente fue la puerta principal, detrás de las tres ventanas occidentales, se encuentra la escalera diseñada por Goethe. A la izquierda de la entrada central se encontraba la antigua vivienda del servicio, cuyas salas, además de como zona de taquillas, se utilizan ahora para exposiciones temporales.

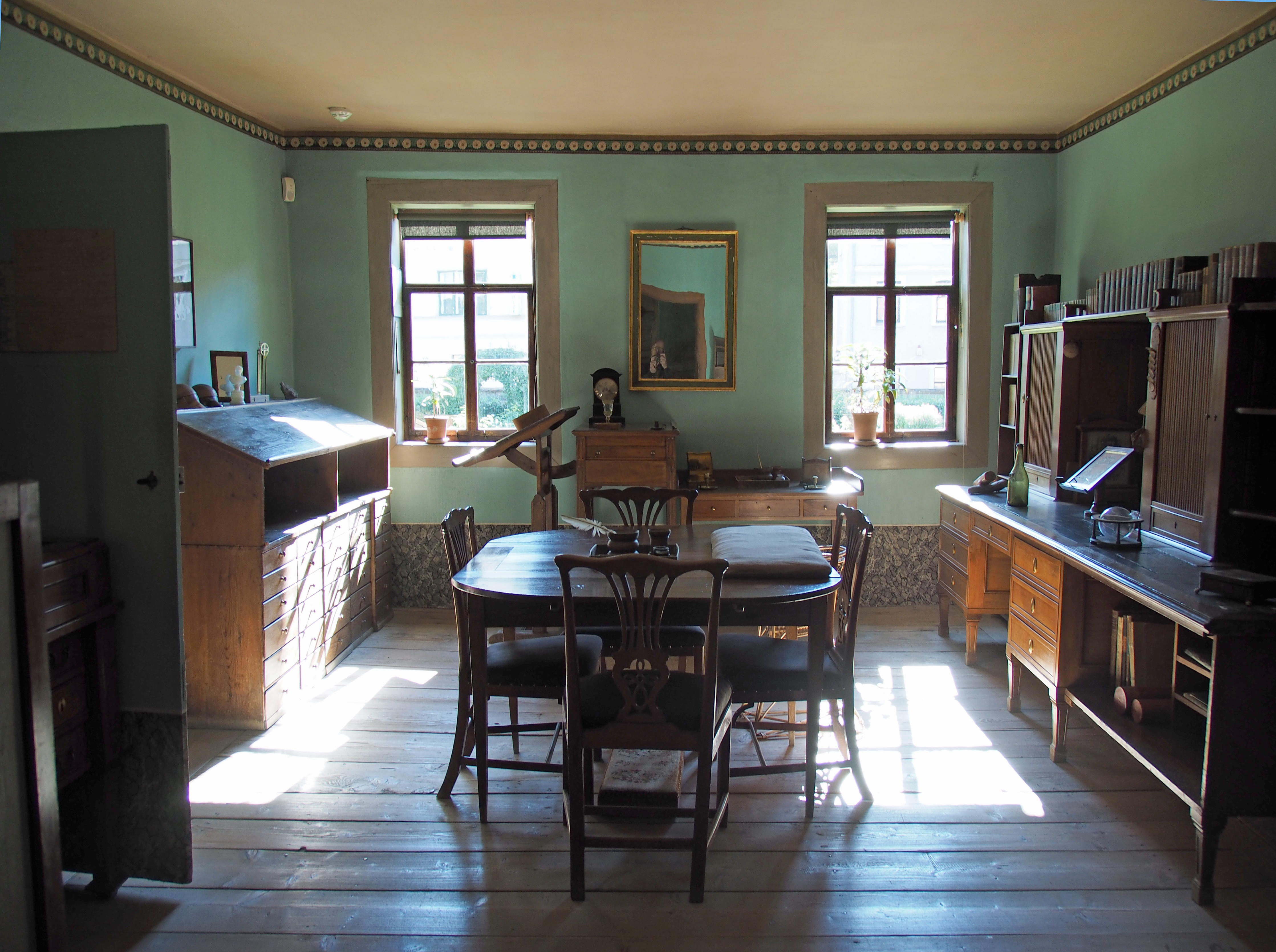
La sala de trabajo de Goethe.

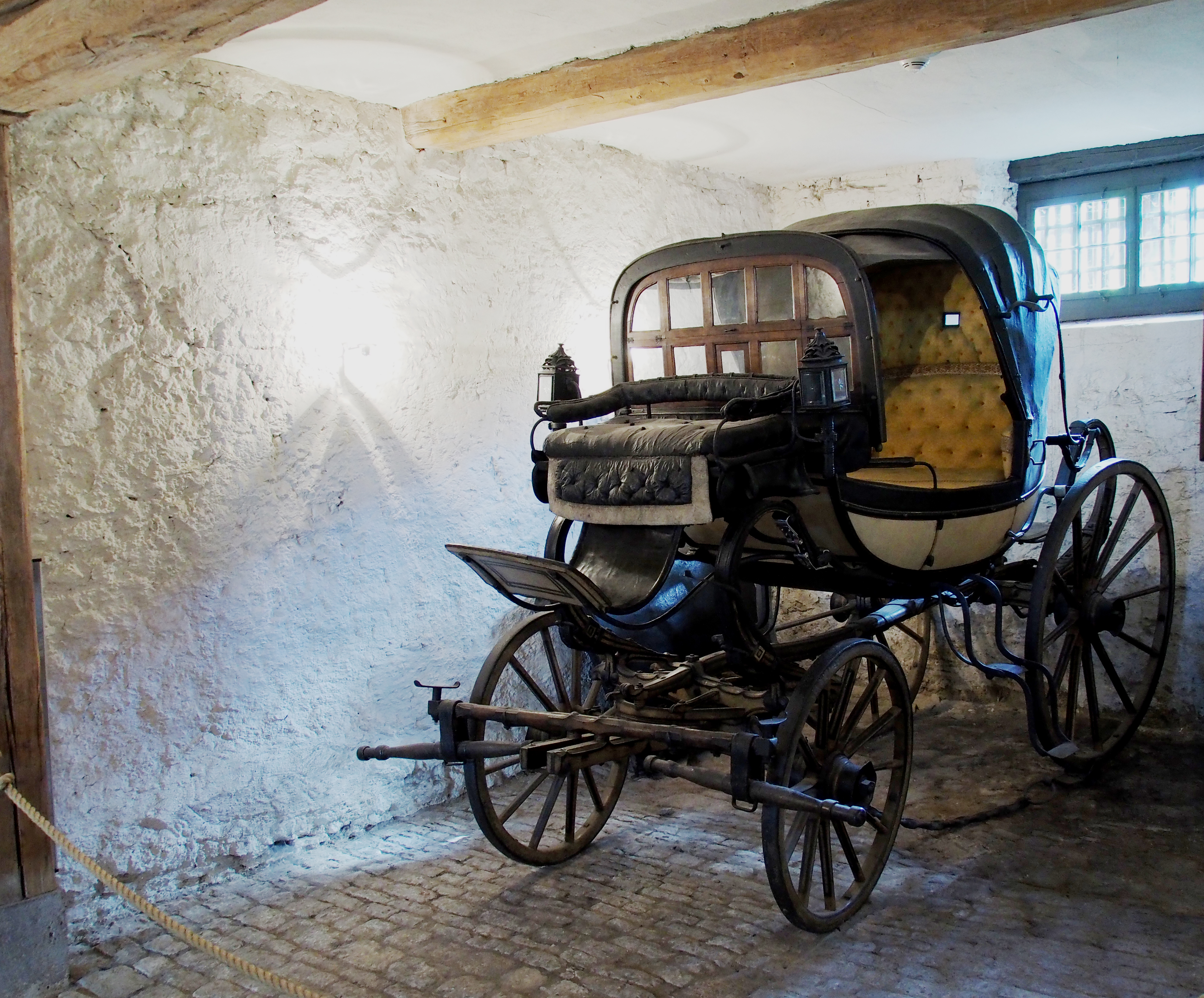
En el cobertizo, el «Batarde» de Goethe, su carruaje para ir por la ciudad y para pequeñas excursiones.

### La casa trasera
- Primer piso: también visto desde la plaza Frauenplan, se encuentran en la parte occidental derecha del ala posterior el estudio de Goethe con su antesala, que albergaba, al mismo tiempo, parte de su colección de minerales, su biblioteca privada con 5.424 títulos en unos 7.000 volúmenes, su dormitorio y la sala de escritura. La parte oriental (izquierda) de la casa trasera alberga la habitación de Christiane. Todas estas habitaciones tienen vistas al jardín.
- Planta baja: aparte de las antiguas dependencias del servicio, algunas de las cuales sirven actualmente para fines internos del museo, como dependencias de administración y almacenamiento y sala de demostraciones, una escalera desde el patio central lleva tanto al jardín como a la planta superior del edificio trasero.

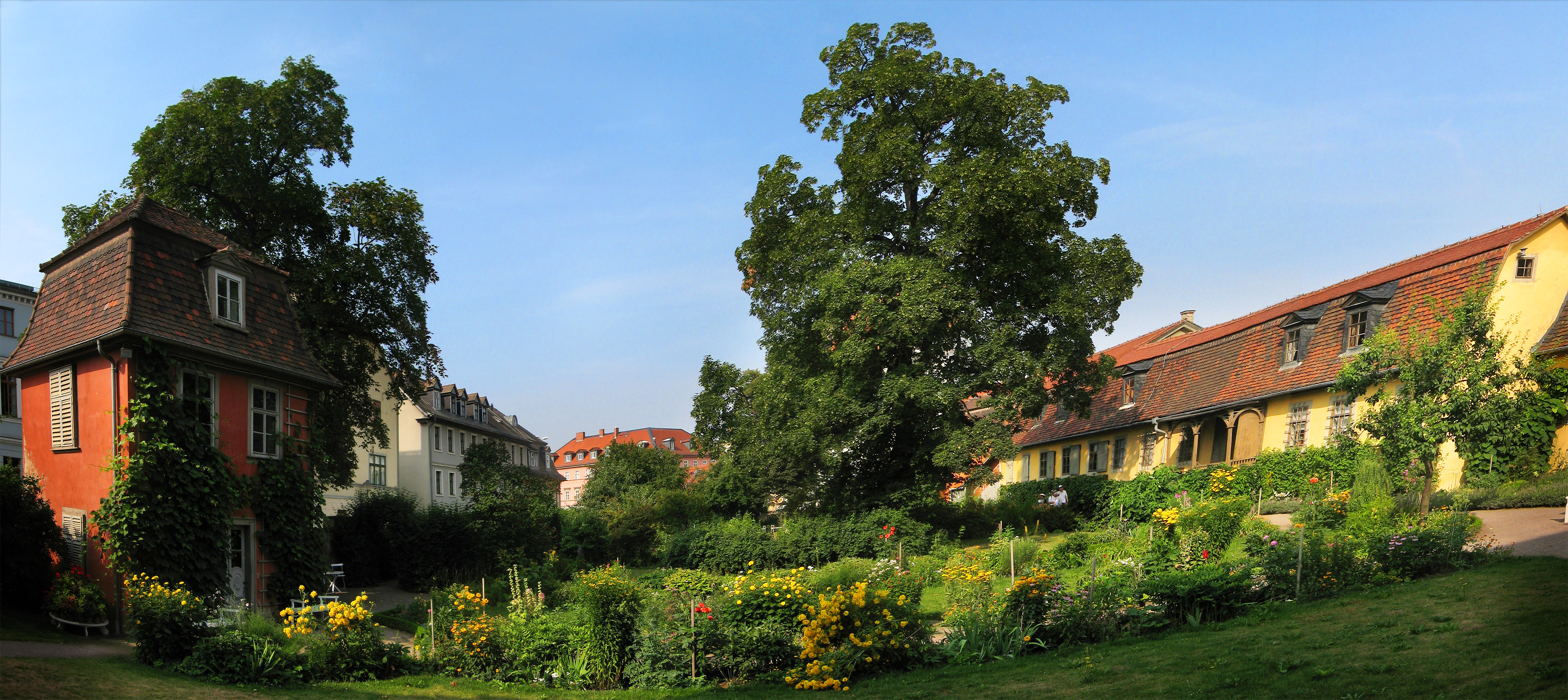
El jardín; en la izquierda, el pabellón con la colección de minerales de Goethe, a la derecha la parte trasera de la casa de atrás con una salida cubierta a la denominada habitación del jardín.

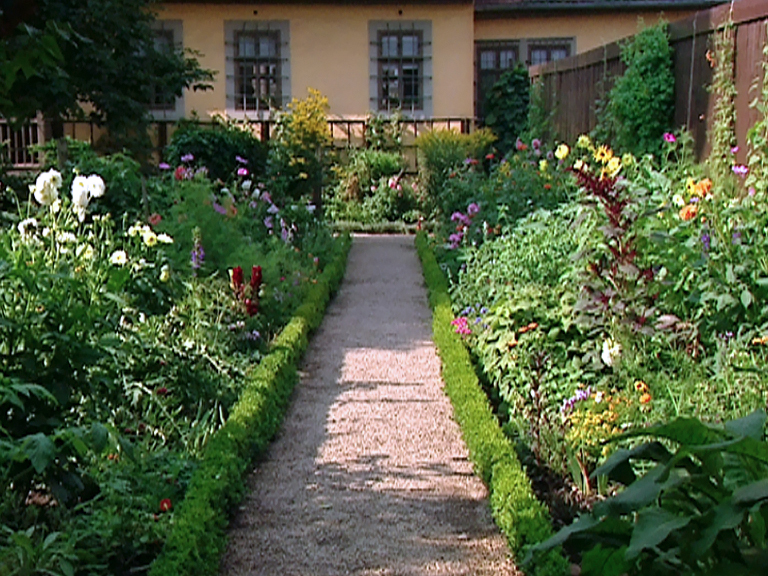
Caminos de guijarros recorren los coloridos macizos en el jardín de Goethe.

## Historia de la casa

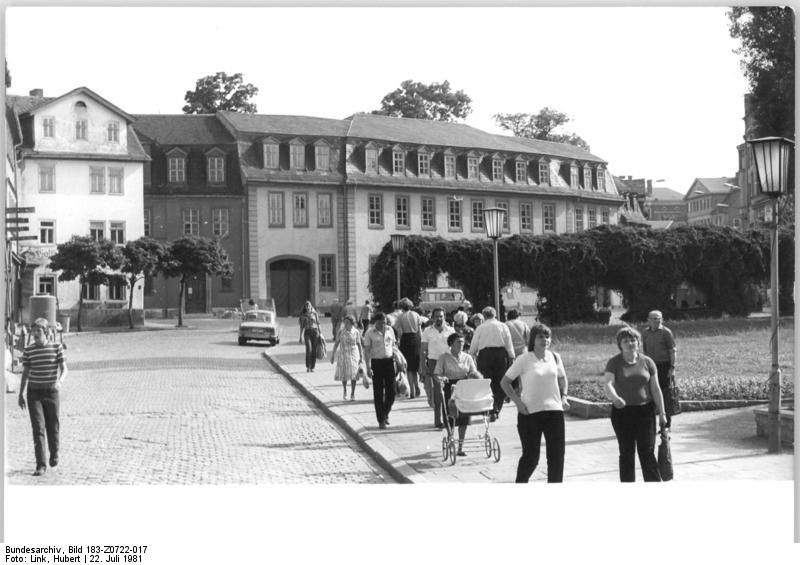
El Museo Nacional de Goethe, en julio de 1981.

La casa probablemente estuviera alquilada desde el principio en gran parte o por completo. Después de la muerte del propietario, la heredó su hijo, Gotthilf Friedrich Helmershausen, consejero consistorial del ducado de Sajonia-Weimar y, más adelante, la heredaron sus descendientes. En el año 1771, el consejero de guarnición y doctor Paul Johann Friedrich Helmershausen compró la casa en una subasta junto con la mitad occidental de los jardines. La casa estaba parcialmente alquilada en ese momento también.
En el año 1782, Goethe alquiló la parte occidental de la casa. Esta abarcaba la Habitación Amarilla, la Juno y la Urbino actuales, la parte occidental de la casa trasera y la mayor parte de la planta baja. Después de su viaje a Italia (desde 1786 hasta 1788), Goethe vivió en esa zona de la casa hasta 1789. Desde 1789 hasta 1792 Goethe alquiló una de las casas conocidas como «casas de caza» en la calle Marienstraße para poder vivir con Christiane Vulpius antes de casarse con ella en 1806.
En 1792, por encargo del duque Carlos Augusto de Sajonia-Weimar-Eisenach, la Cámara Ducal adquirió la casa de Frauenplan y se la confió a Goethe como residencia oficial, donde vivió junto con Christiane. En 1794 el duque le cedió la casa a Goethe verbalmente, en 1801 también mediante documentos escritos, pero no le cedieron la propiedad de esta a Goethe hasta el 12 de enero de 1807. En los años 1792 a 1795 se llevaron a cabo extensas reconstrucciones, en las que los costos también fueron cubiertos en parte por la Cámara Ducal. Aquí destaca la amplia escalera interior que conduce directamente a la Habitación Amarilla, diseñada por Goethe según el modelo italiano; después de la muerte de Goethe en 1832, su nuera Ottilie y sus tres hijos heredaron la casa y continuaron viviendo allí. Sin embargo, las salas de estar y de trabajo de Goethe dejaron de utilizarse y permanecieron cerradas hasta 1885.
Cuando el último nieto de Goethe, Walther von Goethe, murió en 1885, el estado de Weimar recibió en su testamento la casa de Frauenplan y las extensas colecciones de Goethe según la voluntad de Walther. El 8 de agosto de 1885 se fundó el Goethe-Nationalmuseum (Museo Nacional Goethe) en forma de fundación. El 3 de julio de 1886, la casa delantera y, más adelante, las salas de estar y de trabajo se presentaron como un museo. Parte de la casa fue considerablemente destruida durante la Segunda Guerra Mundial, por lo que se reconstruyó el ala occidental de la casa delantera sobre la entrada de los carruajes. Por razones de seguridad se habían retirado muebles y otros elementos de equipo valiosos. Hoy en día, el Museo Nacional Goethe incluye todo el edificio, el jardín, incluidos los edificios de servicios situados en la zona posterior, y la casa vecina a la izquierda, vista desde la plaza Frauenplan, en la que se instaló una exposición permanente titulada Wiederholte Spiegelungen (en alemán, «Reflexiones repetidas») con ocasión del año de la ￼Capital Europea de la Cultura￼ (1999), exposición que permaneció abierta hasta mediados de octubre de 2008.